# Stelle con insolite diminuzioni della luminosità

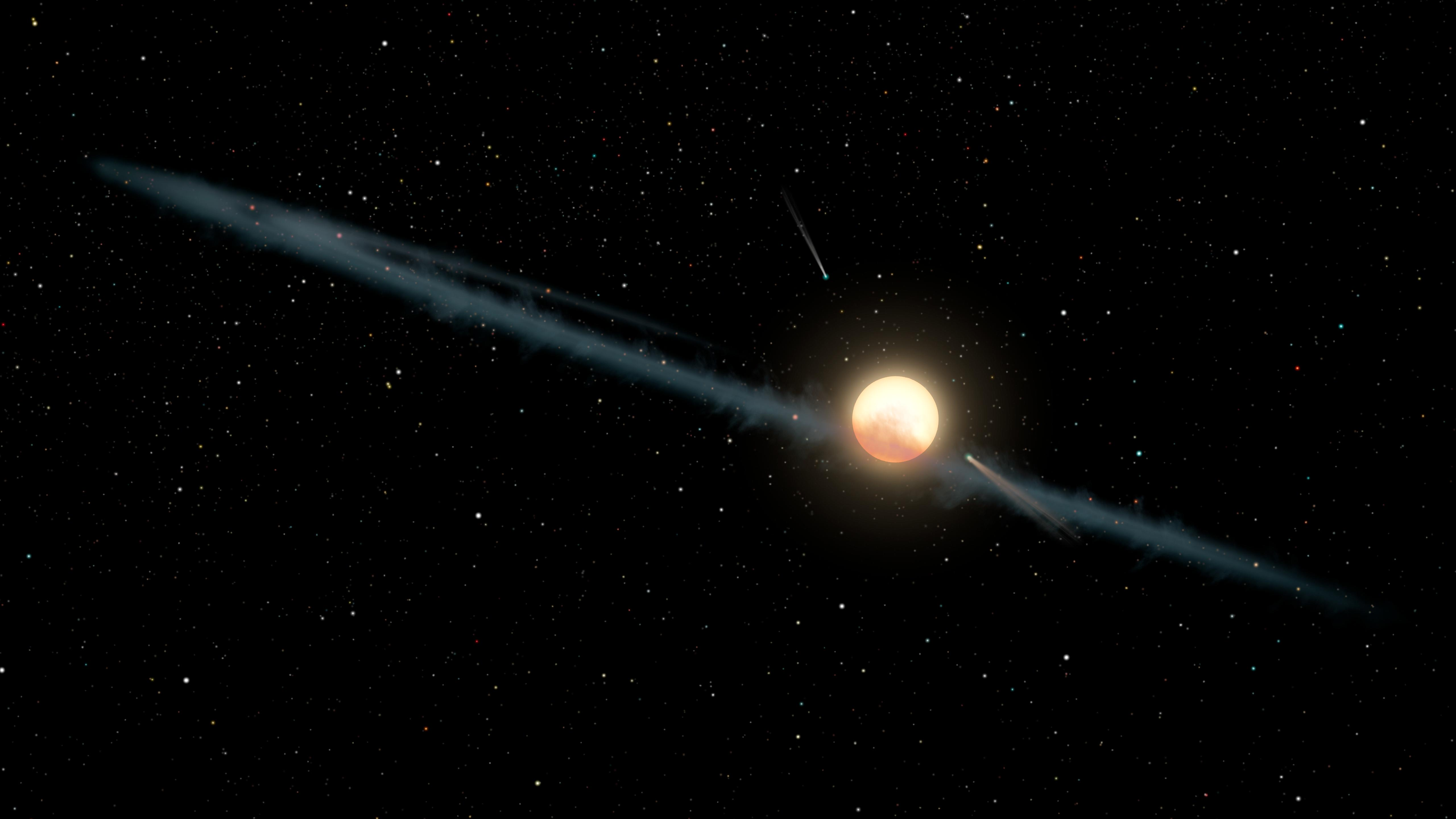
Rappresentazione artistica di un "anello di polvere irregolare" in orbita intorno a KIC 8462852, nota anche come Stella di Tabby.

La seguente è una lista di stelle la cui luminosità diminuisce in modo insolito e non sono conosciute per essere stelle variabili.

## Elenco

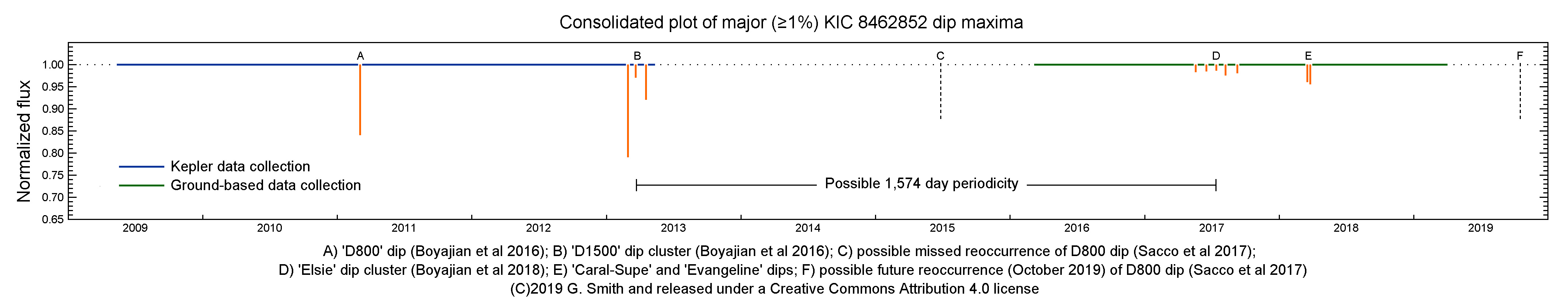
KIC 8462852 (Stella di Tabby) - Andamento consolidato di tutti gli oscuramenti noti (21 maggio 2019)

| Nome                             | Classificazione stellare | Magnitudine   | Magnitudine | Ascensione retta (J2000) | Declinazione (J2000) | Distanza (anni luce)      | Motivo dell'oscuramento |
| Nome                             | Classificazione stellare | Apparente     | Assoluta    | Ascensione retta (J2000) | Declinazione (J2000) | Distanza (anni luce)      | Motivo dell'oscuramento |
| -------------------------------- | ------------------------ | ------------- | ----------- | ------------------------ | -------------------- | ------------------------- | --- |
| J1407                            | K5 IV(e) Li              | 12.31         | —           | 14h 07m 47.93s           | −39° 45′ 42.7″       | 434                       | Pianeta (J1407b) con un sistema di anelli giganti                                                                           |
| ASASSN-21qj                      | —                        | g~13-8–16     |             | 08h 15m 23,2996s         | −38° 59′ 23,304″     | 1810                      | Possibile scontro tra due pianeti ghiacciati in orbita attorno alla stella                                                  |
| ASASSN-V J213939.3-702817.4      | F0V                      | g~12.95–14.22 | 2.5         | 21h 39m 39.3s            | −70° 28′ 17.4″       | 3630                      | Sconosciuto |
| EPIC 204278916                   | M1                       | 13.7          | —           | 16h 02m 07.576s          | −22° 57′ 46.89″      | —                         | Disco di polveri |
| EPIC 204376071                   | M                        | —             | —           | 16h 04m 10.1267s         | −22° 34′ 45.5503″    | 440                       | Possibile pianeta gigante o nana bruna con anelli                                                                           |
| HD 139139 (EPIC 249706694)       | G3/5V                    | 9.84; 9.677   | —           | 15h 37m 06.215s          | −19° 08′ 32.96″      | 350 175,5 parsec (572 al) | Sconosciuto |
| KH 15D                           | K7                       | 15.5–21.5     | 6.226       | 06h 41m 10.31s           | +09° 28′ 33.2″       | 773                       | Sistema doppio in cui le due stelle sono, alternativamente, entrambe e nessuna, occultate da uno spesso disco circumbinario |
| KIC 4150611 (HD 181469)          | Pulsator/K/M/G           | —             | —           | 19h 18m 58.21759s        | +39° 16′ 01.7913″    | —                         | Sistema a cinque stelle |
| KIC 8462852 (Stella di Tabby)    | F3V                      | 11.705        | 3.08        | 20h 06m 15.4527s         | +44° 27′ 24.791″     | 1470                      | Sconosciuto |
| PDS 110                          | keF6 IVeb                | 10.422        | 2.54        | 05h 23m 31.008s          | −01° 04′ 23.68″      | 1090                      | Possibile pianeta gigante o nana bruna con disco di polveri                                                                 |
| Stella di Przybylski (HD 101065) | F3 Ho                    | 7.996–8.020   | —           | 11h 37m 37.04110s        | −46° 42′ 34.8754″    | 355                       | Lantanoidi da 1000 a 10000 volte più abbondanti del Sole                                                                    |
| RZ Piscium                       | K0 IV                    | 11.29–13.82   | —           | 01h 09m 42.056s          | +27° 57′ 1.95″       | 550                       | Considerevole massa di gas e polveri, probabilmente provenienti da un pianeta distrutto                                     |
| VVV-WIT-07                       | —                        | 14.35–16.164  | —           | 17h 26m 29.387s          | −35° 40′ 6.20″       | 23000/?                   | Sconosciuto |
| WD 1145+017 (EPIC 201563164)     | DB                       | 17.0          | —           | 11h 48m 33.63s           | +01° 28′ 59.4″       | 570                       | Disco di polveri e residuo di un pianeta con i suoi frammenti distrutto dalla sua stella.                                   |
| T Ursae Minoris                  | M4e-M6e                  | 11,46         | —           | 13h 34m 41.120s          | +73° 25′ 52.99″      | 3000                      | Possibile flash dell'elio                                                                                                   |